# Station Östersund-Centraal
Östersund Centraal Station (Östersund centralstation of Östersund C) is het station van de stad Östersund. Op dit station stoppen treinen van de SJ AB (de Zweedse spoorwegen) naar bijvoorbeeld Stockholm, treinen van de Inlandsbanan naar Gällivare (één dag reizen) en de andere kant op naar Mora en treinen van de Meråkerbanen naar Trondheim.

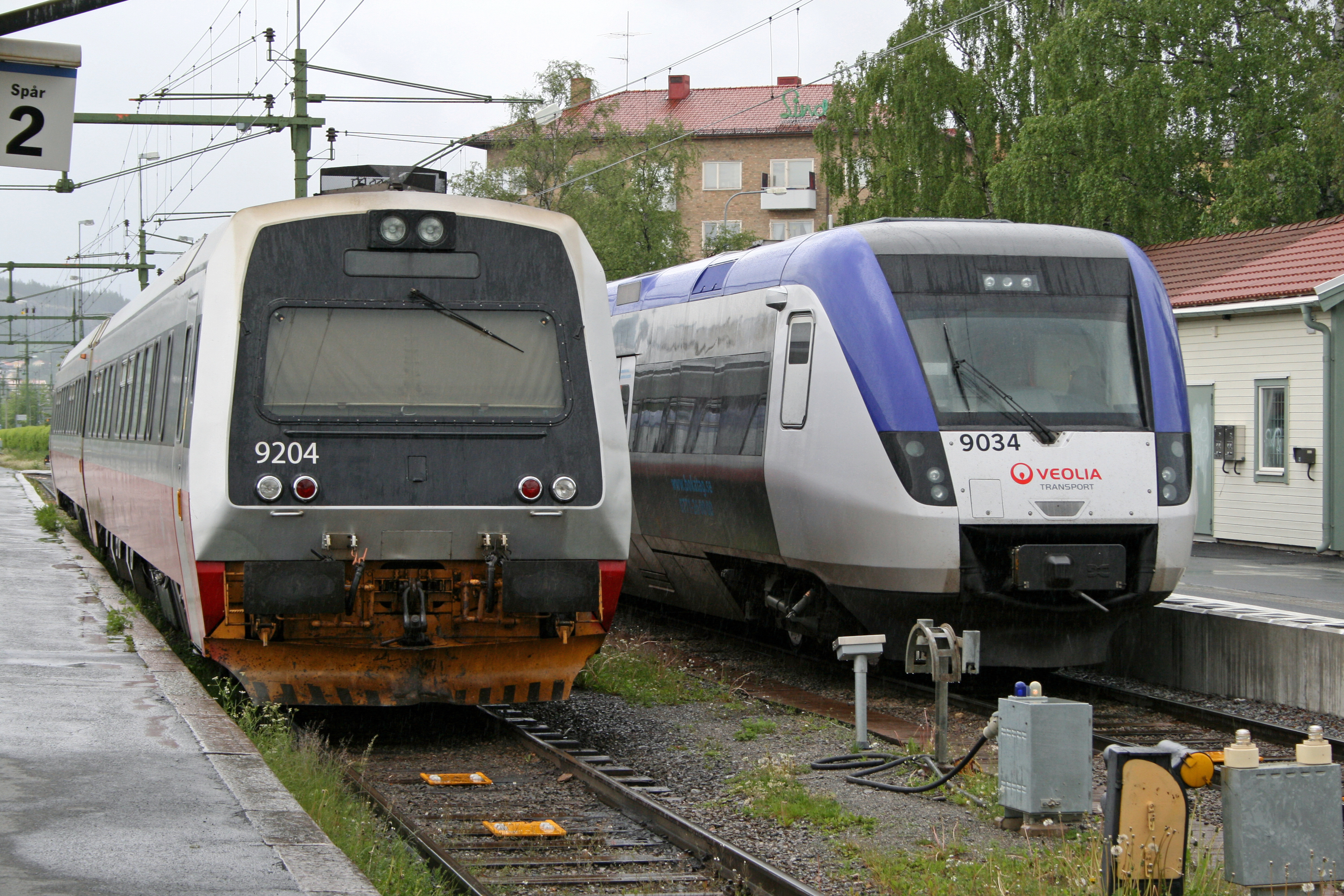
NSB BM 92 (links) en SJ X50 op Östersund Centraal Station

Het station is gebouwd in 1879.